# Michaela Marek
Michaela Marek (* 22. August 1956 in Prag, Tschechoslowakei; † 24. September 2018) war eine tschechisch-deutsche Kunsthistorikerin. Sie war Professorin für Kunstgeschichte Osteuropas an der Humboldt-Universität zu Berlin und Autorin wissenschaftlicher Schriften.

## Leben
Michaela Marek wurde im Jahr 1956 in Prag geboren. Mit 20 Jahren fing sie ein Studium in Kunstgeschichte, Romanistik und Psychologie in Köln an und wurde 1981 promoviert. Ihr Studium wurde durch ein Stipendium der Studienstiftung des deutschen Volkes unterstützt. Im Jahr 1982 zog sie nach Italien, wo sie Post-Doktorand-Stipendien an der Bibliotheca Hertziana, Rom und am Kunsthistorischen Institut in Florenz bekam.
Von 1986 bis 1992 arbeitete sie als wissenschaftliche Mitarbeiterin am Herder-Institut in Marburg. Ebenfalls sammelte sie ihre Erfahrungen im Lehren an den Universitäten in Regensburg, Marburg, Prag, München und Salzburg, wo sie Lehraufträge erhielt und Lehrende vertrat.
Durch ihre Kenntnis der tschechischen Sprache arbeitete sie von 1992 bis 2000 als wissenschaftliche Mitarbeiterin im Lektorat am Collegium Carolinum in München. Im Jahr 2000 habilitierte sie sich an der Christian-Albrechts-Universität zu Kiel und wurde im selben Jahr als Professorin für Kunstgeschichte an die Universität Leipzig berufen. 2013 wechselte sie an die Humboldt-Universität zu Berlin.

## Schaffen
Michaela Marek spezialisierte sich im Laufe ihres wissenschaftlichen Werdegangs auf die Forschung der Kunstgeschichte Osteuropas und Tschechiens (vor allem Böhmens). Sie war seit 2002 Mitherausgeberin der Zeitschrift Bohemia.

## Veröffentlichungen (Auswahl)
- 1985: Ekphrasis und Herrscherallegorie. Antike Gemäldebeschreibungen im Werk Tizians und Leonardos. Worms (= Römische Studien der Bibliotheca Hertziana, Band 3).
- 1989: Altstadtsanierung in der ČSR. Zur Problematik von Theorie und Praxis der Ensembledenkmalpflege. Marburg (= Dokumentation Ostmitteleuropa 39, H. 5/6).
- 2001: Universität als ‚Monument‘ und Politikum. Die Repräsentationsbauten der Prager Universitäten 1900–1935 und der politische Konflikt zwischen ‚konservativer’ und ‚moderner’ Architektur. München (= Veröffentlichungen des Collegium Carolinum, Band 95).
- 2004: Kunst und Identitätspolitik. Architektur und Bildkünste im Prozess der tschechischen Nationsbildung Köln, Weimar, Wien.
- 2010: Hrsg., Kultur als Vehikel und als Opponent politischer Absichten. Essen.